# Europäischer Binnenmarkt

Europäische Union
EFTA-Staaten mit Zugang zum Europäischen Binnenmarkt mit Ausnahmen
DCFTA mit eingeschränktem Zugang
Europäische Zollunion (EUCU)

Europäische Union

Der Europäische Binnenmarkt ist der gemeinsame Binnenmarkt der Mitgliedstaaten der Europäischen Union, der unter diesem Namen offiziell seit dem 1. Januar 1993 existiert. Nach Angaben des deutschen Bundeswirtschaftsministeriums war der Europäische Binnenmarkt 2009 mit der Erweiterung der Europäischen Union auf 27 Mitgliedstaaten der größte gemeinsame Markt der Welt. Nach Schätzung des Internationalen Währungsfonds (IWF) für das Jahr 2025, sind die Vereinigten Staaten mit einem Bruttoinlandsprodukt von $30,34 Billionen der größte Wirtschaftsraum, gefolgt von der Europäischen Union mit $20,29 Billionen und China mit $19,53 Billionen.

## Die vier Grundfreiheiten
Die vier Grundfreiheiten bilden die Grundlage des Binnenmarktes der Europäischen Union. Ihre rechtliche Grundlage findet sich im Vertrag über die Arbeitsweise der Europäischen Union (AEUV).

### Freier Warenverkehr
Der Handel von Waren zwischen den Mitgliedsstaaten findet unbeschränkt statt. Unter den Begriff „Waren“ fallen solche mit „wirtschaftlichem Wert“. Wirtschaftlichen Wert haben Waren, die Gegenstand von Handelsgeschäften sein und in Geld bewertet werden können. Um von „freiem Warenverkehr“ zwischen den EU-Mitgliedstaaten sprechen zu können, muss zudem ein grenzüberschreitendes Element vorliegen. Die relevanten Bestimmungen finden sich in Art. 28 AEUV (Zollunion), Art. 30 AEUV (Verbot von Ein- und Ausfuhrzöllen, sowie Abgaben gleicher Wirkung) sowie in  Art. 34 und Art. 35 AEUV (Verbot mengenmäßiger Ein- und Ausfuhrbeschränkungen sowie Maßnahmen gleicher Wirkung).
- EuGH-Fälle mit Bezug zur Warenverkehrsfreiheit: Dassonville-, Cassis-de-Dijon- und Keck-Entscheidung

### Personenfreizügigkeit
Neben der allgemeinen Freizügigkeit für Unionsbürger nach Art. 21 AEUV existieren spezielle Ausprägungen in Form der Arbeitnehmerfreizügigkeit in Art. 45 AEUV und der Niederlassungsfreiheit in der Union in Art. 49 AEUV.
- EuGH-Fälle mit Bezug zur Arbeitnehmerfreizügigkeit: Bosman-Entscheidung, Angonese-Urteil
- EuGH-Fälle mit Bezug zur Niederlassungsfreiheit: Centros, Überseering, Inspire Art (Briefkastengesellschaft), Gebhard-Entscheidung

Zu unterscheiden ist die Freizügigkeit vom Freien Personenverkehr nach Art. 67 ff. AEUV, die sich auch auf Drittstaatsangehörige beziehen.

### Dienstleistungsfreiheit
Diese soll sicherstellen, dass jeder Unternehmer mit Niederlassung in einem Mitgliedsstaat der EU seine Dienstleistungen auch in den anderen Mitgliedsstaaten anbieten und durchführen darf. Geregelt ist sie in Art. 56 AEUV.
- EuGH-Fälle mit Bezug zur Dienstleistungsfreiheit: Luisi und Carbone, Säger-Entscheidung, Gebhard-Entscheidung

### Freier Kapital- und Zahlungsverkehr
Der Freie Kapital- und Zahlungsverkehr erlaubt den Transfer von Geldern und Wertpapieren in beliebiger Höhe nicht nur zwischen den Mitgliedsstaaten, sondern auch zwischen Mitgliedsstaaten und Drittstaaten (Art. 63 AEUV). Eine Besonderheit dieser Grundfreiheit ist, dass sie prinzipiell auch für Drittstaatsangehörige gilt, wobei jedoch Beschränkungen möglich sind. Die Kapitalverkehrsfreiheit sollte bis 2019 in den Grundzügen durch eine Kapitalmarktunion vertieft werden.
- EuGH-Fälle mit Bezug zur Kapitalverkehrsfreiheit und Zahlungsverkehrsfreiheit: VW-Gesetz, Bordessa, Konle, Sanz de Lera und Verkooijen

## Wirkungen der Grundfreiheiten

### Adressat der Grundfreiheiten

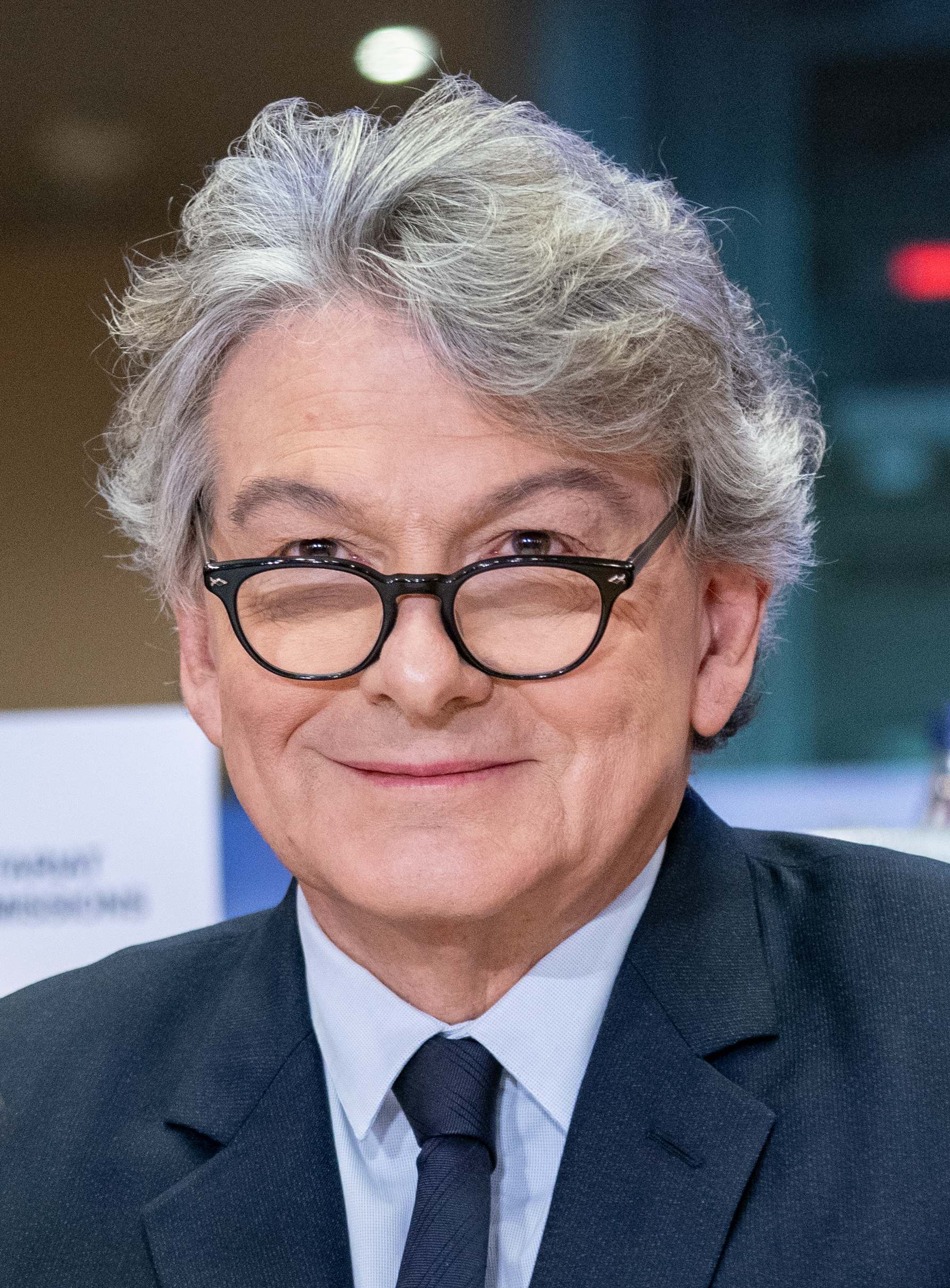
Kommissar für Binnenmarkt und Dienstleistungen der Kommission von der Leyen I: Thierry Breton

Adressaten der Grundfreiheiten sind hauptsächlich die Mitgliedstaaten (und zwar sowohl die gesetzgebenden Organe, als auch die Behörden und Gerichte). Um diese Freiheiten auch wirklich zu realisieren, ist aber oft eine Harmonisierung der Gesetze notwendig. Durch die Grundfreiheiten werden auch die Organe der Europäischen Union gebunden. Auch privates Handeln ist betroffen, wenn der Staat sich das privatrechtlich organisierte Handeln zurechnen lassen muss. Weiterhin besteht eine unmittelbare Drittwirkung, wenn private Organisationen über eine besondere kollektive Macht verfügen, wie zum Beispiel Sportvereine (vgl. Bosman-Entscheidung) und nach neuerer Rechtsprechung des EuGH auch Gewerkschaften.

### Schutzpflichten
Im deutschen Recht wird zum Beispiel aus den Freiheitsgrundrechten unter bestimmten Voraussetzungen ein Anspruch gegen den Staat auf Schutz vor rechtswidrigen Eingriffen Privater abgeleitet (Drittwirkung von Grundrechten). Entsprechende Wirkungen können auch die Grundfreiheiten der Europäischen Union entfalten.
Die Vorschriften über die einzelnen Grundfreiheiten bestimmten, dass eine Beschränkung der betreffenden Grundfreiheit „verboten“ ist. Der Ausdruck „verboten“ lässt auch ein weitergehendes Verständnis dahin zu, dass Beschränkungen der genannten Grundfreiheiten unabhängig von ihrem Ursprung generell unterbunden werden sollen und dass letztlich eine umfassende Gewährleistung der Grundfreiheiten angestrebt ist. Da jeder Mitgliedstaat verpflichtet ist, alle geeigneten Maßnahmen zu ergreifen, um seine Verpflichtungen aus dem Europarecht zu erfüllen (Art. 4 Abs. 3 EU-Vertrag), können unter bestimmten Voraussetzungen Ansprüche gegen den Staat auf Schutz vor rechtswidrigen Eingriffen Privater abgeleitet werden.
Ein Beispiel ist das Recht des freien Warenverkehrs: Handelshemmnisse können nicht nur von den Mitgliedstaaten oder der Europäischen Union selbst, sondern auch von Privaten ausgehen. In diesem Zusammenhang hat der EuGH 1997 Frankreich verurteilt, weil die französische Polizei nicht gegen die Plünderung von spanischen LKW mit landwirtschaftlichen Erzeugnissen vorgegangen ist.
Entsprechend diesem Urteil sind die Mitgliedstaaten und die Organe der Europäischen Union in ihrer Eigenschaft gegebenenfalls verpflichtet, gegen Beschränkungen der Grundfreiheiten durch Private einzuschreiten. Das gilt allerdings nur, wenn sich die beeinträchtigenden Handlungen der Privaten nicht im Bereich legitimer Grundrechtsausübung bewegen. Besteht eine solche Verpflichtung zum Schutz der Grundfreiheiten, können den Schutzbedürftigen subjektive Rechte zukommen.
Das Schutzrecht folgt in seiner dogmatischen Struktur grundsätzlich dem Abwehrrecht. Allerdings verfügen die Mitgliedstaaten anders als in der abwehrrechtlichen Konstellation bei diesem Schutz über ein weites Ermessen, ob und welche Maßnahmen sie setzen. Sie dürfen dabei allerdings keine unvertretbaren Beurteilungen treffen. Entsprechendes gilt für die Maßnahmeauswahl. Insoweit ist europarechtlich nur zu beurteilen, ob zur Zielerreichung geeignete Maßnahmen ergriffen wurden, die nicht offensichtlich ungeeignet sein dürfen. Von den Mitgliedstaaten kann auch keinesfalls ein bestimmter Erfolg verlangt werden. Anders als das Abwehrrecht vermittelt das Schutzrecht daher jedenfalls nach herkömmlicher Auffassung nur eine Art „Wesentlichkeitsschutz“.
Ausdrücklich hat der EuGH Schutzpflichten der Mitgliedstaaten bisher nur für die Warenverkehrsfreiheit bejaht. Für die Annahme, dass Schutzpflichten aber aus sämtlichen Grundfreiheiten herzuleiten sind, spricht zunächst der Umstand, dass die auf teleologische Gesichtspunkte gestützte Auslegung für alle Grundfreiheiten in gleicher Weise vorgenommen werden kann und dass sich die Grundfreiheiten dogmatisch weitgehend parallel entwickelt haben und eine deutliche Tendenz zu einer vereinheitlichenden Auslegung durch den EuGH besteht. Des Weiteren besitzen diese eine identische Zielsetzung. Dennoch ist große Zurückhaltung im Hinblick auf die Annahme derartiger Schutzpflichten angezeigt. Diese sind nur unter strengen Voraussetzungen möglich, die vom EuGH teilweise aufgezeigt wurden (weiter staatlicher Ermessensspielraum, Evidenzkontrolle, beharrliches, offensichtliches Verstoßen), aber dennoch weiterzuentwickeln sein werden.

### Durchsetzungsproblematik
Jeder Mitgliedstaat versucht, diese Freiheiten zum Schutz der eigenen Bevölkerung und Wirtschaft oder sonstiger Interessen zu unterwandern. Der Anlassfall ist oft nur ein zeitlich begrenzter. Wenn in diesem Fall der Europäische Gerichtshof angerufen wird, dauert das oft doch länger, so dass bei Urteilsverkündung der Anlassfall nicht mehr relevant ist, der Mitgliedstaat hat aber in der Zwischenzeit seine Interessen durchgesetzt. Beispiele sind in der Landwirtschaft oder in der Industrie zu finden.

## Rechtsangleichung im Europäischen Binnenmarkt
Der Europäische Binnenmarkt wird nicht alleine durch die genannten vier Grundfreiheiten vollendet. Dazu sind verschiedene Maßnahmen auf europäischer Ebene notwendig, die bereits gesetzt wurden, oder auf die sich die Mitgliedstaaten noch nicht einigen konnten.
Die folgenden Abschnitte behandeln exemplarisch einige Rechtsbereiche, die für den Europäischen Binnenmarkt relevant sind (siehe auch: Rechtsangleichung in der Europäischen Union).

### Steuerrecht
Durch die Abschaffung der Zollgrenzen im Innern und den Gemeinsamen Zolltarif nach außen stellt der Europäische Binnenmarkt eine Zollunion dar. Zu einer vollständigen Verwirklichung gleicher Marktbedingungen im gesamten Gebiet der Europäischen Union wäre auch eine umfassende Harmonisierung (Angleichung) der Verbrauchsteuern erforderlich. Da Art. 113 in dieser Angelegenheit einstimmige Beschlüsse fordert, erscheint eine derartige Harmonisierung schwer durchsetzbar. Daher wenden die Mitgliedstaaten der Europäischen Union weiterhin unterschiedliche Tarife für Verbrauchsteuern an, und es sind im gewerblichen Warenverkehr nicht mehr die Zollbehörden, sondern die Finanzämter für die Erhebung und Verrechnung der unterschiedlichen Steuern beim Überschreiten der Binnengrenze zuständig. Hierzu dient die Umsatzsteuer-Identifikationsnummer (USt-IdNr.).
Im privaten Warenverkehr wird dagegen auf die Erhebung unterschiedlicher Steuern verzichtet; hier wird die Ware einfach im Herkunftsland versteuert. Dadurch können Verbraucher (insbesondere in Grenznähe) beim Einkauf von unterschiedlichen Steuersätzen profitieren.

### Harmonisierung technischer Normen und Produktzulassungen
Ähnliches gilt für den Bereich des Warenverkehrs: die einzelnen Mitgliedstaaten schreiben im Rahmen ihrer nationalen Rechtsvorschriften verschiedenste Anforderungen an die Produkte, die zum Verkauf bestimmt sind, vor (z. B. Sicherheitsvorschriften).
Der Europäische Gerichtshof hat dazu in seiner Cassis-de-Dijon-Entscheidung geurteilt, dass die in einem EU-Mitgliedstaat vorschriftsgemäß hergestellten Waren in allen anderen Mitgliedstaaten verkauft werden dürfen. Er lässt jedoch Ausnahmen zu, wenn diese aus zwingenden Gründen erforderlich sind.
Dieses Urteil kann aber unerwünschte Folgen haben:
- einerseits können weiter bestehende, unterschiedliche, Vorschriften eine Beschränkung des Binnenmarktes darstellen und
- andererseits kann das mit der Cassis-de-Dijon-Entscheidung verbundene Herkunftslandprinzip zu einem Wettbewerbsvorteil für jene Staaten führen, die sehr liberale Vorschriften anwenden.

Daher wurde eine Angleichung der Vorschriften angestrebt. Dazu wurden unter anderem Europäische Normen (EN) erarbeitet und Richtlinien beschlossen, die zum Abbau der Handelshemmnisse zwischen den Mitgliedstaaten der Europäischen Union führten.
Im Februar 2008 hat das Europäische Parlament, basierend auf einer Einigung mit dem Rat der Europäischen Union, ein Gesetzgebungspaket verabschiedet, das den freien Warenverkehr innerhalb des Binnenmarktes stärken soll. Insbesondere wird das Prinzip der gegenseitigen Anerkennung gestärkt, welches bedeutet, dass ein in einem Mitgliedstaat zugelassenes Produkt auch von den Behörden der anderen Länder zum Verkauf zugelassen werden muss.

### Dienstleistungsfreiheit
Der Vertrag über die Arbeitsweise der Europäischen Union verbietet zwar Diskriminierungen aufgrund der Staatsangehörigkeit, aber Dienstleistungserbringer, die in einem Mitgliedstaat niedergelassen sind, dürfen nicht ohne Weiteres ihre Dienstleistungen in anderen Mitgliedstaaten erbringen, vielmehr sind die nach nationalem Recht notwendigen Formalitäten einzuhalten. Unter anderem die umstrittene Europäische Dienstleistungsrichtlinie soll hier zu einer Liberalisierung beitragen.

### Berufsqualifikationen
Die Grundfreiheiten sollen es Arbeitnehmern und Unternehmern ermöglichen, ihrer Tätigkeit im gesamten Binnenmarkt nachzukommen. Eine Tätigkeit kann in den Mitgliedstaaten oftmals nur aufgenommen werden, wenn man eine entsprechende Ausbildung nachweisen kann. Um die Anerkennung der Ausbildungen zu erleichtern, wurden auf europäischer Ebene Initiativen ergriffen, wie zum Beispiel:
- die Richtlinie 2005/36/EG über die Anerkennung von Berufsqualifikationen (und ihre Vorgängerrichtlinien)
- der Bologna-Prozess. Dieser soll die Universitätsabschlüsse vereinheitlichen oder zumindest für eine bessere Vergleichbarkeit der Abschlüsse sorgen.

### „Negative“ und „positive“ Integration
Auch wenn die Beseitigung der Binnengrenzen im Europäischen Binnenmarkt (negative Integration) noch nicht vollendet ist, ist sie doch viel weiter fortgeschritten als die Entwicklung einer gemeinsamen Politik zum Aufbau eines Ordnungsrahmens für diesen Binnenmarkt (positive Integration). Während die Nationalstaaten durch ihre Teilnahme am Binnenmarkt auf eine Reihe politischer Steuerungsinstrumente verzichten (z. B. auf eine eigenständige Zoll- und Handelspolitik, auf die Steuerung von Wanderungsbewegungen und die Begrenzung des Zugangs zum Arbeitsmarkt etc.), wurden – bei aller Kritik an der vermeintlichen Regulierungswut – auf der Ebene der Europäischen Union keine Handlungskompetenzen mit vergleichbarem Umfang geschaffen. Das bedeutet, dass unabhängig von einzelstaatlicher Politikgestaltung allein die Teilnahme am Binnenmarkt in den EU-Mitgliedstaaten einen starken Effekt der Marktliberalisierung und -deregulierung entfaltet hat. Dieser Effekt kann durch die Anwendung von Herkunftslandprinzipien verstärkt werden, da dadurch die verschiedenen Rechtssysteme in einem Wettbewerb stehen.
Dieser Effekt wird dadurch verstärkt, dass die negative Integration bereits seit langem vertraglich festgeschrieben ist und durch supranationale Institutionen wie die Europäische Kommission und den Europäischen Gerichtshof auch gegen die Mitgliedstaaten durchgesetzt wird (z. B. in Vertragsverletzungsverfahren).
Zur positiven Integration sind jedoch neue Gesetzgebungsakte notwendig und das erfordert jedoch unter den Bedingungen des politischen Systems der Europäischen Union regelmäßig die Zustimmung einer großen Zahl politischer Akteure mit unterschiedlichsten Interessen und Zielen, die gerade auch angesichts unterschiedlicher nationaler Politikmodelle oft nur schwer zu erreichen ist. Mittlerweile wurden die Organe der Europäischen Union ermächtigt, Mindestvorschriften beispielsweise in den Bereichen Verkehr (Art. 91 AEUV), Umweltschutz (Art. 191 und Art. 192 AEUV), Verbraucherschutz (Art. 169 AEUV), Arbeitsrecht und Arbeitsschutz (z. B. Art. 153 AEUV) zu erlassen, wovon auch Gebrauch gemacht wurde.

## Ausdehnung des Europäischen Binnenmarkts
Zum Europäischen Binnenmarkt und zum Steuer- oder Zollgebiet der Europäischen Union gehören grundsätzlich dessen Mitgliedstaaten und jene Gebiete mit innerer Autonomie, deren auswärtige Beziehungen von einem Mitgliedstaat wahrgenommen werden. Es gibt jedoch aus historischen Gründen Abweichungen (siehe: Gebiet der Europäischen Union).
Mit dem Europäischen Binnenmarkt besonders verbunden sind des Weiteren:
- Island, Liechtenstein und Norwegen durch das Abkommen zum Europäischen Wirtschaftsraum,
- die Schweiz durch bilaterale Verträge sowie
- Andorra, Monaco, San Marino und die Türkei durch Abkommen betreffend eine Zollunion.

## Internationale Bedeutung
Im Internationalen Vergleich stellt der Europäische Binnenmarkt den derzeit zweitgrößten Wirtschaftsraum der Welt nach den USA. Im Folgenden ist eine Tabelle dargestellt, um den Europäischen Binnenmarkt im Vergleich zu den anderen Wirtschaftsräumen weltweit zu zeigen:
|          | Europäischer Binnenmarkt | USA           | China         | Japan        | Indien       | ASEAN        |
| -------- | ------------------------ | ------------- | ------------- | ------------ | ------------ | ------------ |
| BIP 2025 | 20.287 Mrd. $            | 30.337 Mrd. $ | 19.535 Mrd. $ | 4.389 Mrd. $ | 4.272 Mrd. $ | 3.596 Mrd. $ |

Quelle: 

## Geschichte

### Ursprünge
Die vier Grundfreiheiten des Binnenmarktes waren bereits Gegenstand des EWG-Vertrages von 1957. Noch Ende der 1970er Jahre waren sie jedoch weit von ihrer Verwirklichung entfernt.
So waren zwar die Warenzölle im Gebiet der Europäischen Gemeinschaft abgeschafft worden; der freie Warenverkehr wurde jedoch insbesondere vor der Cassis-de-Dijon-Entscheidung des Europäischen Gerichtshofes von 1979 durch eine Vielzahl von nichttarifären Handelshemmnissen, wie unterschiedlichen Produktnormen und Zulassungsverfahren der einzelnen Mitgliedstaaten, behindert.
Ähnlich wirkten sich unterschiedliche Ausbildungs-, Studien- und Prüfungsordnungen, die von den Mitgliedstaaten untereinander nicht oder nur in aufwändigen Verfahren anerkannt wurden, als Hemmnisse für die Freizügigkeit der Arbeitnehmer aus.

### Genscher-Colombo-Initiative und Einheitliche Europäische Akte
Diese Hindernisse zu beseitigen war unter anderem Ziel der Genscher-Colombo-Initiative von 1981. Der damalige westdeutsche Außenminister Hans-Dietrich Genscher und Emilio Colombo, Außenminister Italiens, verfassten einen Entwurf für eine Reform der EG-Verträge, die Einheitliche Europäische Akte (EEA). Auf dieser Grundlage entwickelte Jacques Delors, von 1985 bis 1995 Präsident der Europäischen Kommission, ein umfangreiches Reformprogramm, das mehr als 300 einzelne Rechtsetzungsakte vorsah.
Die vertraglichen Grundlagen hierzu wurden 1987 durch das Inkrafttreten der Einheitlichen Europäischen Akte geschaffen, die den EG-Vertrag in zahlreichen Punkten abänderten; programmatisch wurde unter anderem das Ziel der Verwirklichung des Binnenmarktes als „Raum ohne Binnengrenzen“ bis zum 31. Dezember 1992 (Art. 14 EGV, jetzt Art. 26 AEUV) erklärt.
Zur Schaffung eines einheitlichen Rechtsrahmens für den Binnenmarkt wurden neue Zuständigkeiten der Europäischen Gemeinschaften zur Verabschiedung von Richtlinien und Verordnungen unter anderem in den Bereichen Sicherheit und Gesundheitsschutz am Arbeitsplatz (heute in Art. 153 AEUV), Verbraucherschutz (heute in Art. 169 AEUV) sowie Umweltschutz (heute Art. 191ff AEUV) geschaffen.
Gleichzeitig sollten die Entscheidungsverfahren zur Umsetzung entsprechender Vorschriften dadurch beschleunigt werden, dass der Anwendungsbereich der qualifizierten Mehrheitsabstimmungen im Rat der Europäischen Union stark ausgeweitet wurde.

### Neues Konzept
Eine wichtige Grundlage für den Europäischen Binnenmarkt bilden die europaweit harmonisierten technischen Normen. Seit der Einführung der Neuen Konzeption im Jahre 1985 wurden in sämtlichen Wirtschaftsbereichen Europäische Normen (EN) erarbeitet, die zum Abbau der Handelshemmnisse zwischen den Mitgliedstaaten der Europäischen Union geführt haben. Aus schätzungsweise 150.000 nationalen Normen vor 1985 sind im Jahr 2007 13.000 harmonisierte Europäische Normen geworden. Staaten, die der Europäischen Union beitreten wollen, müssen zunächst Mitglied bei den Europäischen Normungsorganisationen Europäisches Komitee für Normung und CENELEC werden und einen großen Teil der EN übernehmen und nationale Normen zurückziehen.

### Schengener Abkommen
Zur Unterstützung des Freien Personenverkehrs wurden die Schengener Abkommen, das Schengener Übereinkommen von 1985 und das Schengener Durchführungsübereinkommen von 1990, geschlossen. Letzteres trat im März 1995 in Kraft und führte zur vollständigen Abschaffung der Personengrenzkontrollen. Da das Vereinigte Königreich die Einbeziehung der Abkommen in die EG-Verträge verhinderte, waren sie zunächst völkervertragliche Vereinbarungen außerhalb des Rechts der Europäischen Gemeinschaften bzw. der Europäischen Union. Erst 1997 wurden die völkervertraglichen Regelungen mit dem Vertrag von Amsterdam als Schengen-Besitzstand in das Recht der Europäischen Union überführt, jedoch ohne das Vereinigte Königreich und Irland.

### Übergangsbestimmungen beim Beitritt neuer Staaten
Bereits beim Beitritt Portugals, Spaniens und Griechenlands wurden Übergangsfristen von bis zu sieben Jahren vereinbart, innerhalb derer insbesondere die Arbeitnehmerfreizügigkeit für die Staatsangehörigen der beigetretenen Staaten noch eingeschränkt ist. Für die 2004 und 2007 beigetretenen osteuropäischen Staaten gab es vergleichbare Übergangsvorschriften. Aufgrund nur schrittweise harmonisierter besonderer Verbrauchssteuern (z. B. für Alkoholika oder Tabak) sind jedoch vorübergehend auch Einfuhrbeschränkungen zulässig. Auch die vollständige Inkraftsetzung des Schengen-Besitzstands erfolgte erst nach einer Übergangsphase und einer Evaluierung der Schengenfähigkeit. Die verschiedenen Übergangsbestimmungen gelten für unterschiedliche Fristen, die teilweise vorher festgelegt sind, auch Verlängerungsoptionen enthalten oder noch unbestimmt sind.
Nach wie vor werden EU-Rechtsakte zur weiteren Annäherung an die Ziele des Binnenmarktes erlassen oder angepasst. Beispiele hierfür sind die politisch umstrittene Europäische Dienstleistungsrichtlinie oder die Verordnung vom 7. Juni 2007 zur Begrenzung der Roaming-Gebühren.

## Wirtschaftliche Folgen
Die Schaffung des Europäischen Binnenmarktes trug in der EU in den 1990er Jahren zu einer neuen wirtschaftlichen Dynamik bei, und zwar in einem zeitweise schwierigen weltwirtschaftlichen Rahmen, unter anderem wegen einer Wirtschaftskrise in Japan, der Asienkrise 1997/98 und einer Rezession in vielen osteuropäischen Ländern nach dem Zerfall des Ostblocks.
Die Randstaaten der EU profitierten von der Schaffung des Binnenmarktes überdurchschnittlich: So erhöhte sich das Wirtschaftswachstum in Irland von ca. 2,5 % vor der Gründung des Binnenmarktes auf 9,5 % in der zweiten Hälfte der 1990er Jahre. Das Pro-Kopf-Einkommen stieg inflationsbereinigt von 20.650 USD 1988 auf 53.000 USD 2007; es stieg in diesen 20 Jahren stärker als in den 40 Jahren davor.